# 프레발레 (이탈리아)

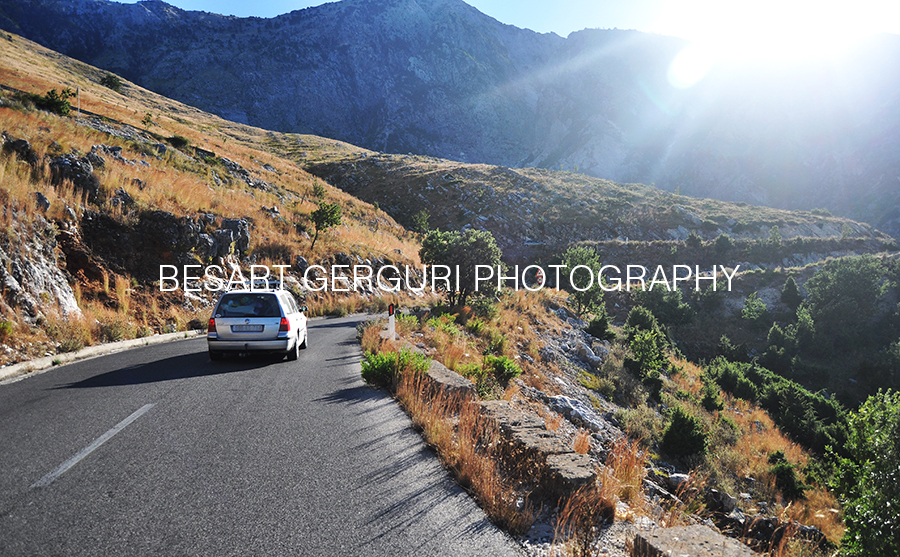

프레발레(이탈리아어: Prevalle)는 이탈리아 롬바르디아주 브레시아도에 위치한 코무네로 면적은 9.86km2, 높이는 180m, 인구는 7,020명(2011년 12월 31일 기준), 인구 밀도는 710명/km2이다.